# Prawda
Die Prawda (russisch Правда, „Wahrheit“) ist eine der ältesten noch existierenden russischen Tageszeitungen. Sie wurde 1912 gegründet und war von 1918 bis 1991 das Zentralorgan der KPdSU. Die Initiative zur Gründung des Blattes kam von dem im Exil lebenden Wladimir Iljitsch Lenin, der zahlreiche Artikel beitrug. Eine gleichnamige Zeitung hatte Leo Trotzki 1908 in Wien gegründet.

## Geschichte
Die Prawda erschien erstmals am 22. Apriljul. / 5. Mai 1912greg. in Sankt Petersburg. Eigentlicher Herausgeber war Wjatscheslaw Molotow, der allerdings als solcher nie in Erscheinung trat, um die Arbeit der staatlichen Zensur zu erschweren. Stattdessen gab es 40 Pseudoherausgeber, die regelmäßig inhaftiert und zur Maximalstrafe von 3 Monaten verurteilt wurden (siehe dazu: Sitzredakteur). Ebenfalls zur Irreführung der Zensoren erschien die Zeitung regelmäßig unter anderen Namen: Der Reihe nach wurde sie in Rabochaja Prawda („Arbeiterwahrheit“), Sewernaja Prawda („Wahrheit des Nordens“), Prawda Truda („Wahrheit der Arbeit“), Sa Prawda („Für Wahrheit“), Proletarskaja Prawda („Proletarische Wahrheit“), Put Prawdi („Weg der Wahrheit“), Rabochi („Arbeiter“) und Trudowaja Prawda („Wahrheit der Arbeit“) umbenannt.
Stalin war 1913 bis zu seiner Verbannung nach Turuchansk kurz Chefredakteur der Prawda. 1917 war er zusammen mit Lew Kamenew für mehrere Monate wieder Chefredakteur. Die Zeitung erschien nach der Februarrevolution 1917 in Petrograd als Parteiorgan der SDAPR-B. Seit 1918 erscheint sie in Moskau.
Die Prawda sollte die frühere Wochenzeitung Swesda (deutsch „Stern“) ersetzen, die seit dem 16. Dezemberjul. / 29. Dezember 1910greg. legal in St. Petersburg veröffentlicht worden war. Ab Januar 1911 war die Swesda zweimal wöchentlich erschienen, ab März dreimal wöchentlich. Die Behörden verboten sie wiederholt. Von insgesamt 63 Ausgaben beschlagnahmten sie 30 und belegten acht mit Bußgeldern. Indem sie Massensammlungen von Spenden von Arbeitergruppen organisierte, bereitete die Swesda schließlich den Boden für die Herausgabe der Prawda.
In der Prawda sollten Arbeiter für Arbeiter schreiben. So hieß es im Leitartikel der ersten Ausgabe:

„Wir möchten, dass sich die Arbeiter nicht auf die Sympathie beschränken, sondern an der Leitung unserer Zeitung aktiv mitarbeiten. Mögen die Arbeiter nicht sagen, Schriftstellerei sei für sie eine ‚ungewohnte‘ Arbeit. […] Man muss nur mutig ans Werk gehen: ein paar Mal wird man stolpern, und dann lernt man schreiben.“

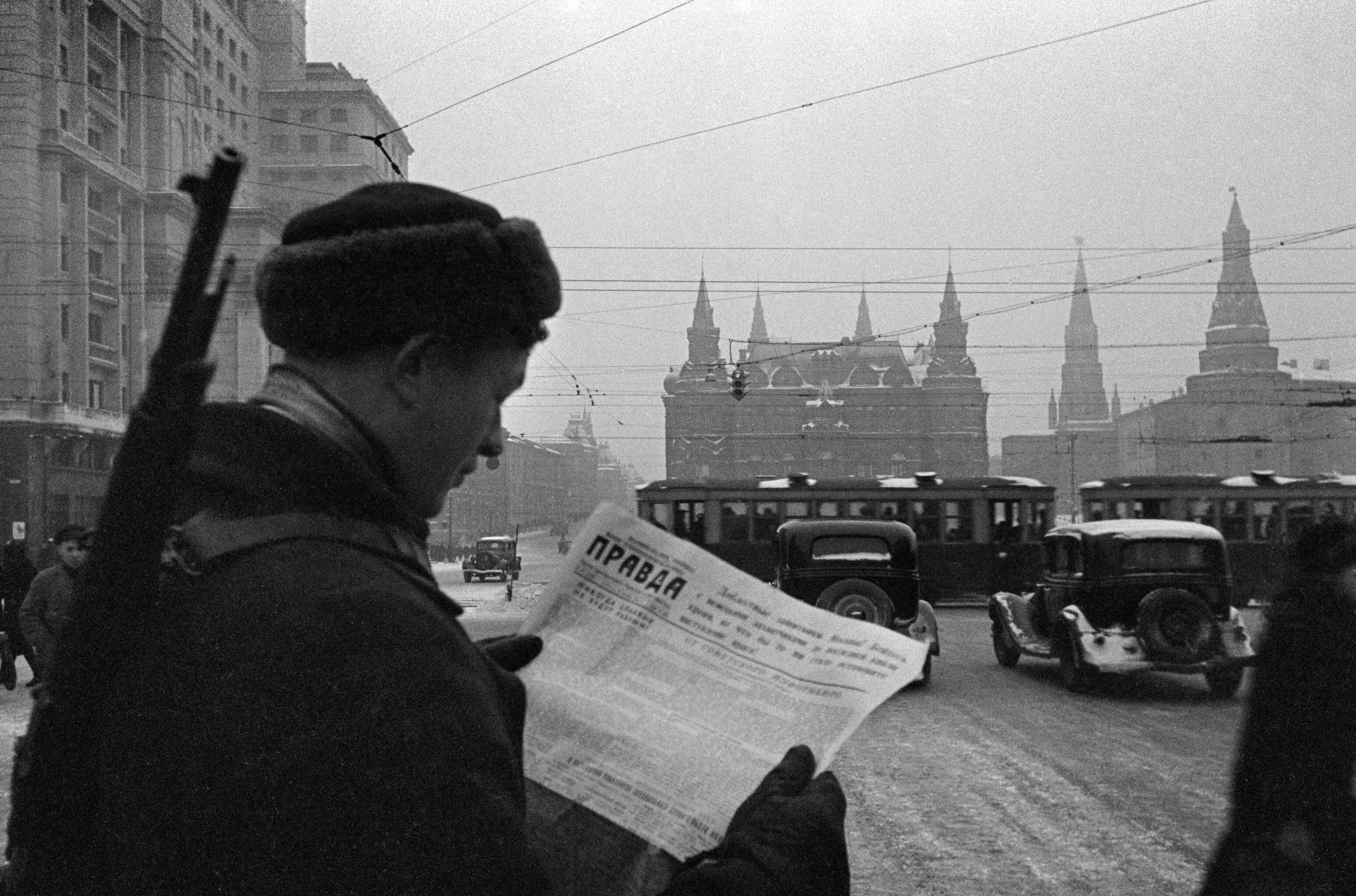
Sowjetischer Soldat mit Prawda in Moskau, 1941

Diese Aufforderung nahmen die Arbeiter dankbar an: Innerhalb des ersten Jahres schrieben sie mehr als 11.000 Beiträge. Nach der Februarrevolution 1917 subventionierte die deutsche Reichsregierung auf Vorschlag des Staatssekretärs im Auswärtigen Amt Richard von Kühlmann das Blatt, in der Hoffnung auf ein rasches Ausscheiden Russlands aus der Koalition der Kriegsgegner.
Die deutsche Besatzungsmacht ließ im Zweiten Weltkrieg in den von ihr besetzten Gebieten eine falsche Prawda verteilen. Das Blatt imitierte die Aufmachung der Originalausgabe und enthielt Propagandatexte und -bilder, einschließlich der wiederholten Aufforderung, mit den „deutschen Befreiern“ zu kollaborieren.
Zu ihren Glanzzeiten hatte die Prawda eine Auflage von zeitweise über 10 Millionen Exemplaren.

### Nach dem Zerfall der Sowjetunion
Nach dem Zerfall der Sowjetunion 1991 geriet die Prawda in große finanzielle Schwierigkeiten. 1996 wurde die ursprüngliche Prawda eingestellt. In der Nachfolge erschienen verschiedene neue Prawdas. Ihr letzter sowjetische Chefredakteur und KP-Politiker Gennadi Selesnjow wurde unter Boris Jelzin Parlamentschef. Die einstmals größte Zeitung der UdSSR mit einer täglichen Auflage von 14 Millionen Exemplaren wurde in zwei, später in drei unterschiedliche Ausgaben aufgespalten. Als 1992 die Finanzierung durch das ZK der KPdSU ausblieb, entschieden sich Journalisten für die Form einer Aktiengesellschaft. Als erster Gesellschafter fand sich ein zypriotisch-griechischer Verlag der Jannikos-Familie. Nach der Übernahme eines Teils der Aktien erhielt er drei von fünf Sitzen im Direktorium des neugebildeten Medienbetriebs.
Am 10. Februar 2006 brannte das Redaktionsgebäude der Prawda ab. Zu diesem Zeitpunkt hatten dort mehrere Zeitungen ihren Sitz.

### Prawda heute
Die Tageszeitung Prawda und das Wochenblatt Russlands Prawda stehen ideologisch der Kommunistischen Partei der Russischen Föderation nahe und werden – zumindest zu Teilen – durch sie finanziert. Zum 100-jährigen Jubiläum der Zeitung schrieb der Spiegel 2012 über das Blatt heute:

„Wer etwas über Machtmißbrauch und Korruption in den Weiten Russlands sucht, kann in der „Prawda“ fündig werden. Wie schon 1912.“